# Frédéric Mariotti
 (avril 2025).
Pour les articles homonymes, voir Mariotti.
Frédéric Mariotti est un acteur français de second plan, né le 1er avril 1883 à Marseille, et, mort le 22 février 1971 à son domicile dans le 16e arrondissement de Paris.

## Filmographie
- 1917 : La Bonne Hôtesse de Georges Monca
- 1919 : Barrabas de Louis Feuillade (film tourné en 12 épisodes)
- 1919 : La Nouvelle Aurore, Les Nouvelles Aventures de Chéri-Bibi d'Édouard-Émile Violet (film tourné en 16 épisodes)
- 1920 : Tristan et Yseult de Maurice Mariaud
- 1920 : Tue la mort de René Navarre (film tourné en 12 épisodes)
- 1926 : La Bonne Hôtesse de Jeanne Bruno-Ruby : Camous
- 1926 : Florine, la fleur du Valois d'Émile-Bernard Donatien
- 1926 : Mare Nostrum de Rex Ingram : Toni
- 1927 : Le Mystère de la tour Eiffel de Julien Duvivier
- 1928 : L'Évadée, Le Secret de Délia d'Henri Ménessier : Julien la Grenouille
- 1928 : La Petite Sœur des pauvres de Georges Pallu : le jardinier
- 1929 : Vénus de Louis Mercanton : le chef des dockers
- 1930 : L'Étrange Fiancée de Georges Pallu : le chauffeur
- 1930 : Bon appétit messieurs de Louis Mercanton (court métrage)
- 1931 : Le Rebelle et Le Général d'Adelqui Migliar : l'ordonnance
- 1931 : Baroud de Rex Ingram, Alice Terry et André Jaeger-Schmidt
- 1931 : Calais-Douvres d'Anatole Litvak et Jean Boyer : un marin Espagnol
- 1931 : Le Capitaine Craddock et Une bombe sur Monte-Carlo d'Hanns Schwarz et Max de Vaucorbeil
- 1931 : La Petite de Montparnasse d'Hanns Schwarz et Max de Vaucorbeil
- 1931 : La Nuit décisive de Dimitri Buchowetzki (version allemande de Le Rebelle)
- 1931 : L'Agence immobilière d'André Chotin (court métrage)
- 1932 : IF1 ne répond plus de Karl Hartl
- 1932 : Das mädel vom Montparnasse d'Hanns Schwarz (version allemande de La Petite de Montparnasse)
- 1933 : La Dernière Nuit de Jacques de Casembroot
- 1933 : La Voie sans disque de Léon Poirier
- 1934 : La Belle de nuit de Louis Valray
- 1934 : L'Oncle de Pékin de Jacques Darmont
- 1935 : Arènes joyeuses de Karl Anton
- 1935 : Escale de Louis Valray
- 1935 : Gaspard de Besse d'André Hugon : Morillon
- 1936 : La Bête aux sept manteaux de Jean de Limur
- 1936 : Donogoo de Reinhold Schünzel et Henri Chomette
- 1936 : L'Homme du jour de Julien Duvivier
- 1936 : Les Hommes nouveaux de Marcel L'Herbier : un colon
- 1936 : La Reine des resquilleuses de Max Glass et Marco de Gastyne
- 1937 : Aloha, le chant des îles de Léon Mathot : le capitaine
- 1937 : L'Appel de la vie de Georges Neveux : le patron du café
- 1937 : L'Étrange Monsieur Victor de Jean Grémillon : un joueur de boules
- 1937 : Gueule d'amour de Jean Grémillon : le cantonnier
- 1937 : Les Hommes de proie de Willy Rozier : l'hôtelier
- 1937 : Orage de Marc Allégret
- 1938 : Alexis gentleman chauffeur et Le Grand raid de Max de Vaucorbeil
- 1938 : Hercule et L'Incorruptible d'Alexander Esway et Carlo Rim : un vendangeur
- 1938 : Accord final d'Ignacy Rosenkranz et Douglas Sirk : le camionneur
- 1938 : Alerte en Méditerranée de Léo Joannon : un homme de main
- 1938 : Gibraltar de Fedor Ozep
- 1938 : Trois Artilleurs à l'opéra d'André Chotin : le chauffeur
- 1938 : Ultimatum de Robert Wiene : le chef de patrouille
- 1938 : Un gosse en or de Georges Pallu : le bonimenteur
- 1938 : La Vierge folle d'Henri Diamant-Berger
- 1939 : Le Café du port de Jean Choux : un client
- 1939 : L'Émigrante de Léo Joannon
- 1939 : Entente cordiale de Marcel L'Herbier : un cocher
- 1939 : Fric Frac de Maurice Lehmann et Claude Autant-Lara
- 1939 : L'Héritier des Mondésir d'Albert Valentin : Costecalde
- 1939 : L'Or du Cristobal de Jean Stelli : un marin
- 1939 : Rappel immédiat de Léon Mathot
- 1941 : L'Âge d'or de Jean de Limur
- 1941 : Boléro de Jean Boyer : le comédien
- 1941 : Chèque au porteur de Jean Boyer
- 1942 : Fièvres de Jean Delannoy : un convive
- 1942 : À vos ordres, Madame de Jean Boyer : Joseph
- 1942 : La Bonne Étoile de Jean Boyer : le patron du bistrot
- 1942 : La Femme perdue de Jean Choux : Martin
- 1942 : L'Homme qui joue avec le feu de Jean de Limur : le garçon de café
- 1942 : Marie-Martine d'Albert Valentin : Ernest, le garçon de café
- 1942 : Picpus de Richard Pottier : le garçon du buffet
- 1942 : Simplet de Fernandel : le colporteur
- 1943 : Fou d'amour de Paul Mesnier : le malabar
- 1943 : Le Carrefour des enfants perdus de Léo Joannon : Gustave
- 1943 : Coup de tête de René Le Hénaff
- 1943 : L'Escalier sans fin de Georges Lacombe
- 1943 : Feu Nicolas de Jacques Houssin : un enquêteur
- 1943 : Voyage sans espoir de Christian-Jaque : un membre d'équipage
- 1944 : La Cage aux rossignols de Jean Dréville
- 1944 : Le Cavalier noir de Gilles Grangier
- 1944 : La Grande Meute de Jean de Limur
- 1945 : La Capitan de Robert Vernay (film tourné en deux époques)
- 1945 : François Villon d'André Zwobada : Arnoulet
- 1945 : Trente et quarante de Gilles Grangier
- 1946 : Le Couple idéal de Bernard Roland : le photographe
- 1946 : Le Château de la dernière chance de Jean-Paul Paulin : un actionnaire
- 1946 : Martin Roumagnac de Georges Lacombe : un ouvrier
- 1946 : Le silence est d'or de René Clair : un technicien
- 1947 : Fantômas de Jean Sacha : un ouvrier
- 1947 : Les jeux sont faits de Jean Delannoy : un mort
- 1947 : La Renégate de Jacques Séverac
- 1948 : Les Condamnés de Georges Lacombe : le palefrenier
- 1948 : Cartouche, roi de Paris de Guillaume Radot : un voleur
- 1948 : Cinq Tulipes rouges de Jean Stelli : un inspecteur
- 1948 : Manon d'Henri-Georges Clouzot
- 1949 : Envoi de fleurs de Jean Stelli : le plâtrier
- 1949 : Tête blonde de Maurice Cam : le gardien
- 1950 : Coq en pâte de Charles-Félix Tavano
- 1950 : Justice est faite d'André Cayatte : Édouard Pichon, le premier juré suppléant
- 1950 : Meurtres ? de Richard Pottier : un infirmier
- 1950 : Souvenirs perdus de Christian-Jaque